# 窄葉牛魚
窄葉牛魚為輻鰭魚綱鱸形目南極魚亞目牛魚科的其中一種，分布於澳洲东南部和塔斯马尼亚附近海域的岩礁中。

## 外貌描述
本魚尾鰭圓形，身体主要为蓝灰色或棕色，且具有灰白褐色與褐色到紅色的斑點與斑塊以便其在岩礁环境中隐藏，背鰭硬棘8枚；背鰭軟條18至19；臀鰭軟條18枚；腹鳍很大，根部位于胸鳍前下方 ；體長可達28公分。该鱼幼体为单一的灰褐色。

## 物种分布与生态
该物种分布于澳大利亚南部，自新南威尔士州的格林开普到南澳大利亚州大澳大利亚湾的塞杜纳均有分布，此外塔斯马尼亚沿岸地区也有分布。该物种主要分布于沿岸不深于15米的岩礁上，亦常出没于潮间带的水坑与桥塔附近。

## 物种发现
窄叶牛鱼首次由英国鱼类学家查爾斯·泰特·里根于1913年描述，模式产地为塔斯马尼亚。其种加词angustifrons是Angustus（“狭窄的”）和Frons（“前部”或是“脸”）的组合，代表该鱼两眼间距比同属的双棘牛鱼Bovichtus diacanthus和杂色牛鱼Bovichtus variegatus更小。